# Duane Gish
Duane Tolbert Gish (White City (Kansas), 17 februari 1921 – 5 maart 2013) was een Amerikaans biochemicus. 
Gish studeerde af in de scheikunde aan de Universiteit van Californië - Los Angeles en promoveerde in de biochemie aan de Universiteit van Californië - Berkeley. Hij werkte onder meer achttien jaar als hoogleraar in de biochemie aan het Cornell University Medical College en was later (vanaf 1960) werkzaam bij Upjohn Company.
Hij was een aanhanger van het Jongeaardecreationisme en was jarenlang onderdirecteur van het Institute for Creation Research. Hij heeft vele publicaties op het gebied van scheppingswetenschap op zijn naam staan. 
Gish was kritisch over de evolutietheorie, en voorstander van het onderwijzen van scheppingswetenschap in openbare scholen. Hij stond bekend als een fel debater die snel opeenvolgend van onderwerp verandert. Zijn critici wezen erop dat hij bewijzen voor bijvoorbeeld de evolutie van de mens die niet bij zijn geloof in het creationisme pasten negeerde en geen antwoord gaf of het bewijs ontkent wanneer zijn tegenstanders hem daarop wezen.
Zijn bekendste publicatie is Evolution: The Fossils Say No! uit 1978, dat onder creationisten geldt als standaardwerk.
Kerkelijk gezien behoorde hij tot de stroming van het fundamentalistische baptisme, daarvoor was hij methodist.